# Đẹp

Họa phẩm La nascita di Venere của Sandro Botticelli, mô tả ngày thần Vệ Nữ, biểu tượng của sắc đẹp, ra đời

Đẹp là sự gán ghép của một đặc điểm cho một động vật, ý tưởng, đối tượng, người hoặc địa điểm tạo ra một trải nghiệm nhận thức về niềm vui hoặc sự hài lòng. Vẻ đẹp được nghiên cứu như một phần của thẩm mỹ, văn hóa, tâm lý xã hội và xã hội học. Một "vẻ đẹp lý tưởng" là một thực thể được ngưỡng mộ, hoặc sở hữu những đặc điểm được gán cho vẻ đẹp trong một nền văn hóa cụ thể, vì sự hoàn hảo. Xấu xí là đối nghịch của cái đẹp.
Kinh nghiệm về "cái đẹp" thường liên quan đến việc giải thích một số thực thể là sự cân bằng và hài hòa với thiên nhiên, điều này có thể dẫn đến cảm giác thu hút và hạnh phúc về cảm xúc. Bởi vì đây có thể là một trải nghiệm chủ quan, người ta thường nói rằng "vẻ đẹp nằm trong mắt của kẻ si tình". Thông thường, dựa trên quan sát rằng các quan sát thực nghiệm về những thứ được coi là đẹp thường được sắp xếp giữa các nhóm trong sự đồng thuận, vẻ đẹp được tuyên bố là có mức độ khách quan và chủ quan một phần mà không hoàn toàn chủ quan trong phán đoán thẩm mỹ của họ.

## Tổng quan
Vẻ đẹp là một khái niệm thẩm mỹ, được coi là một thuộc tính tích cực, đối lập với xấu xí. Vẻ đẹp là một trong những khái niệm cơ bản trong hiểu biết của con người, cùng với chân lý và lòng tốt. Chủ nghĩa khách quan coi vẻ đẹp là một thuộc tính khách quan, trong khi chủ nghĩa chủ quan coi vẻ đẹp là một thuộc tính chủ quan. Cuộc tranh luận về cái đẹp bắt nguồn từ việc mỗi người có một cái nhìn khác nhau về cái đẹp.
Vẻ đẹp thường được gắn với những vật thể cụ thể, có thể cảm nhận bằng giác quan. Tuy nhiên, có ý kiến cho rằng vẻ đẹp cũng có thể tồn tại ở những vật thể trừu tượng, chẳng hạn như câu chuyện hoặc bằng chứng toán học. Vẻ đẹp là một yếu tố quan trọng trong nghệ thuật và thiên nhiên. Theo Immanuel Kant, vẻ đẹp có thể được chia thành hai loại: vẻ đẹp phụ thuộc và vẻ đẹp tự do. Vẻ đẹp phụ thuộc là vẻ đẹp của một vật dựa trên quan niệm hay chức năng của vật đó. Vẻ đẹp tự do là vẻ đẹp của một vật không dựa trên quan niệm hay chức năng của vật đó.

## Quan niệm
Có nhiều quan niệm khác nhau về vẻ đẹp, nhưng vẫn chưa có sự đồng thuận về quan niệm nào là đúng.

### Quan niệm cổ điển
Quan niệm cổ điển cho rằng cái đẹp là sự hài hòa giữa các bộ phận của một vật thể. Sự hài hòa này có thể được thể hiện qua tỷ lệ, đối xứng, hoặc các yếu tố khác. Tuy nhiên, quan niệm này cũng gặp phải một số vấn đề, chẳng hạn như khó định nghĩa "sự hài hòa" một cách rõ ràng và có thể dẫn đến việc coi cái đẹp là một khái niệm khách quan.
Ví dụ, Alexander Baumgarten, nhà triết học thế kỷ 18, tin rằng các quy luật về cái đẹp tương tự như các quy luật tự nhiên và có thể được khám phá thông qua nghiên cứu thực nghiệm. Tuy nhiên, những nỗ lực này đã không thành công trong việc tìm ra một định nghĩa chung về vẻ đẹp. Một số tác giả thậm chí cho rằng những quy luật như vậy không thể tồn tại.

### Chủ nghĩa khoái lạc
Mối quan hệ giữa cái đẹp và niềm vui là một yếu tố phổ biến trong nhiều quan niệm về cái đẹp. Chủ nghĩa khoái lạc cho rằng cái đẹp là một trạng thái gây ra niềm vui, hoặc trải nghiệm về cái đẹp luôn đi kèm với niềm vui. Quan niệm này đôi khi được gọi là "chủ nghĩa khoái lạc thẩm mỹ" để phân biệt nó với các hình thức chủ nghĩa khoái lạc khác. Immanuel Kant cho rằng cái đẹp là sự hài hòa giữa khả năng hiểu biết và trí tưởng tượng. Chủ nghĩa khoái lạc thẩm mỹ phải giải quyết vấn đề: liệu một thứ có đẹp vì chúng ta thích nó hay chúng ta thích nó vì nó đẹp? Theo các nhà lý thuyết bản sắc, cái đẹp chính là sự thích thú. Nghĩa là, một thứ gì đó đẹp khi nó mang lại cảm giác vui vẻ, thích thú cho người cảm nhận.

## Trong triết học

### Hy Lạp cổ đại

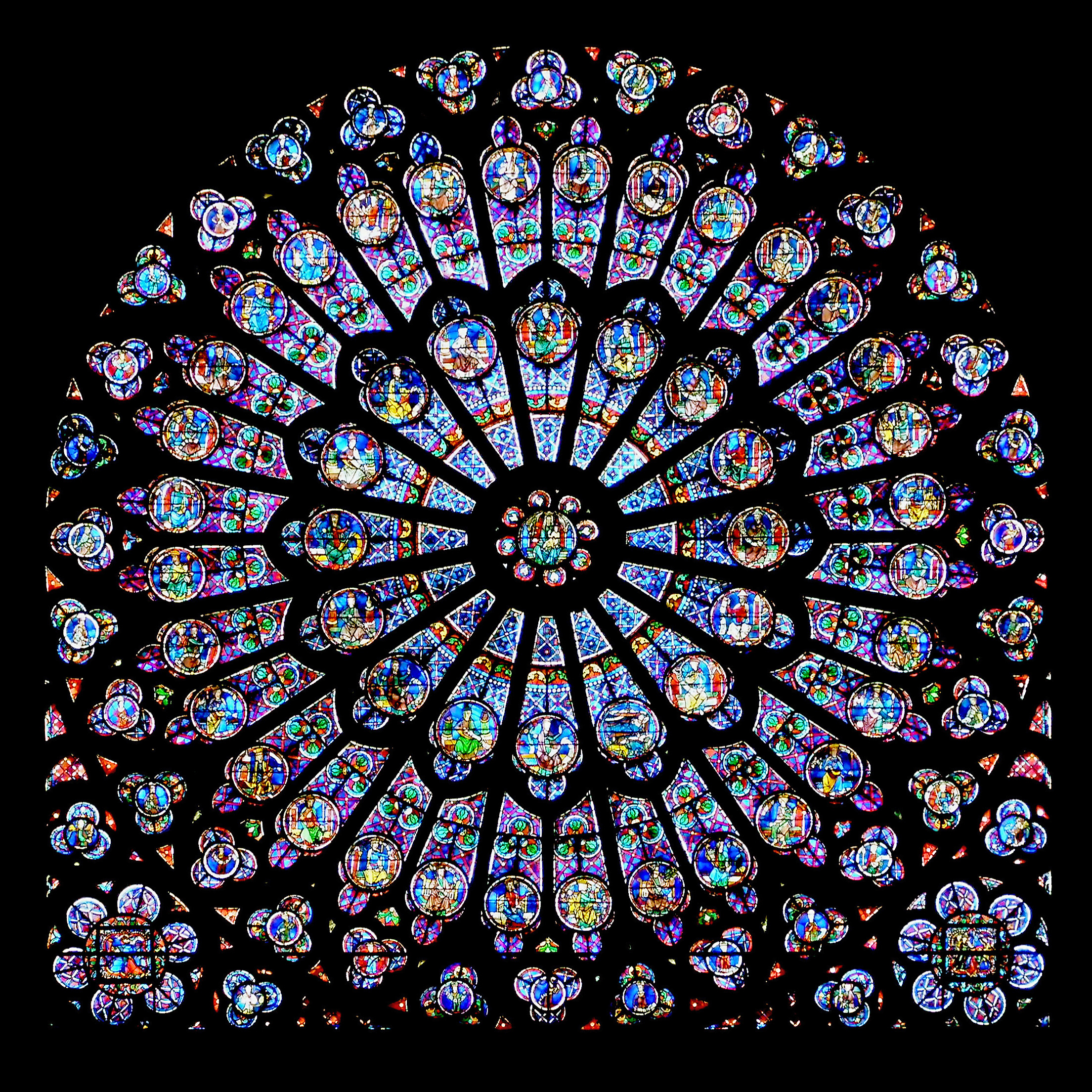
Cửa sổ phản quang của nhà thờ Rayonnant ở Notre-Dame de Paris. Ánh sáng được coi là đẹp nhất tượng trưng cho Chúa, kiến trúc của Gothic.

Danh từ Hy Lạp cổ điển dịch tốt nhất các từ tiếng Anh "beauty" hay "beautiful" là κάλλ, kallos, và tính từ là καλός, kalos. Tuy nhiên, kalos có thể và cũng được dịch là ″ tốt ″ hoặc chất lượng tốt ″ và do đó có ý nghĩa rộng hơn so với vẻ đẹp vật chất hoặc vật chất. Tương tự, kallos được sử dụng khác với vẻ đẹp từ tiếng Anh ở chỗ nó được áp dụng đầu tiên và quan trọng nhất đối với con người và mang một ý nghĩa gợi tình.
Từ Hy Lạp Koine có nghĩa đẹp là ὡραὡρ ῖς, hōraios, một tính từ có nguồn gốc từ từ ὥρα, hōra, có nghĩa là "giờ". Trong tiếng Hy Lạp Koine, vẻ đẹp gắn liền với "ngang với độ tuổi". Do đó, một quả chín (thời đó) được coi là đẹp, trong khi một phụ nữ trẻ cố gắng để trông già hơn hoặc một phụ nữ lớn tuổi cố gắng để trông trẻ hơn sẽ không được coi là đẹp. Trong tiếng Hy Lạp gác mái, hōraios có nhiều ý nghĩa, bao gồm "tuổi trẻ" và "tuổi già chín".
Lý thuyết về cái đẹp sớm nhất của phương Tây có thể được tìm thấy trong các tác phẩm của các nhà triết học Hy Lạp đầu tiên từ thời tiền Socrates, như Pythagoras. Trường phái Pythagore đã chứng kiến sự kết nối mạnh mẽ giữa toán học và sắc đẹp. Cụ thể, họ lưu ý rằng các đối tượng được chia theo tỷ lệ vàng có vẻ hấp dẫn hơn. Kiến trúc Hy Lạp cổ đại dựa trên quan điểm về sự đối xứng và tỷ lệ này.
Plato coi vẻ đẹp là Ý tưởng (Hình thức) trên tất cả các Ý tưởng khác. Aristotle đã thấy một mối quan hệ giữa người đẹp (to kalon) và đức hạnh, lập luận rằng "Đức hạnh nhắm vào người đẹp".
Triết học cổ điển và tác phẩm điêu khắc của đàn ông và phụ nữ được sản xuất theo nguyên lý vẻ đẹp con người lý tưởng của các nhà triết học Hy Lạp đã được tái phát hiện ở Châu Âu thời Phục hưng, dẫn đến việc áp dụng lại cái gọi là "lý tưởng cổ điển". Về vẻ đẹp con người, một người phụ nữ có ngoại hình phù hợp với các nguyên lý này vẫn được gọi là "vẻ đẹp cổ điển" hoặc được cho là có "vẻ đẹp cổ điển", trong khi nền tảng của các nghệ sĩ Hy Lạp và La Mã cũng cung cấp tiêu chuẩn cho vẻ đẹp nam giới và vẻ đẹp phụ nữ trong nền văn minh phương tây như đã thấy, ví dụ, trong Chiến thắng có cánh của Samothrace. Trong thời kỳ gothic, kinh điển thẩm mỹ cổ điển của vẻ đẹp đã bị từ chối là tội lỗi. Sau đó, các nhà tư tưởng Phục hưng và Nhân văn đã bác bỏ quan điểm này, và coi vẻ đẹp là sản phẩm của trật tự hợp lý và tỷ lệ hài hòa. Các nghệ sĩ và kiến trúc sư thời Phục hưng (như Giorgio Vasari trong cuốn "Cuộc đời của các nghệ sĩ") đã chỉ trích thời kỳ Gothic là phi lý và man rợ. Quan điểm này của nghệ thuật Gothic kéo dài cho đến Chủ nghĩa lãng mạn, vào thế kỷ 19

### Thời Trung cổ
Trong thời Trung cổ, các nhà triết học Công giáo cho rằng vẻ đẹp là một thuộc tính cơ bản của thực tại. Thomas Aquinas, một trong những nhà triết học Công giáo nổi tiếng nhất, đã đưa ra ba điều kiện cần thiết cho vẻ đẹp: sự toàn vẹn, sự hài hòa và cân xứng, và sự rạng rỡ. Theo quan niệm của Aquinas, vẻ đẹp là một thuộc tính của thực tại và nó được thể hiện ở mọi khía cạnh của cuộc sống, từ thiên nhiên đến nghệ thuật.
Trong kiến trúc Gothic của thời Trung cổ, ánh sáng được coi là biểu hiện của Chúa. Điều này được thể hiện rõ trong thiết kế của các nhà thờ Gothic, chẳng hạn như Nhà thờ Đức Bà Paris và Nhà thờ Chartres. Thánh Augustinô đã nói về cái đẹp: "Vẻ đẹp quả là một món quà tốt lành của Chúa; nhưng để những người tốt không coi đó là một điều tốt đẹp vĩ đại, Chúa ban tặng nó ngay cả cho những kẻ ác."

### Thời đại Khai sáng
Thời đại Khai sáng chứng kiến sự gia tăng mối quan tâm đến cái đẹp như một chủ đề triết học. Chẳng hạn, triết gia người Scotland, Francis Hutcheson, cho rằng vẻ đẹp là "sự thống nhất trong sự đa dạng và sự đa dạng trong sự thống nhất". Các nhà thơ lãng mạn cũng trở nên rất quan tâm đến bản chất của cái đẹp, với John Keats đang tranh luận ở Ode on a Grecian Urn rằng: "Vẻ đẹp là sự thật, vẻ đẹp thật sự, đó là là tất cả những gì bạn biết trên Trái Đất, và tất cả những gì bạn cần phải biết."

### Phương Tây thế kỷ 19 và 20
Trong thời kỳ Lãng mạn, Edmund Burke yêu cầu một sự khác biệt giữa vẻ đẹp trong ý nghĩa cổ điển của nó và sự cao siêu. Khái niệm siêu phàm, như Burke và Kant đã giải thích, đề nghị xem nghệ thuật và kiến trúc Gothic, mặc dù không phù hợp với tiêu chuẩn cổ điển của cái đẹp, là tuyệt vời.
Thế kỷ 20 đã chứng kiến sự từ chối vẻ đẹp ngày càng tăng của các nghệ sĩ và các nhà triết học, đỉnh cao là sự chống thẩm mỹ của chủ nghĩa hậu hiện đại. Điều này mặc dù vẻ đẹp là mối quan tâm chính của một trong những ảnh hưởng chính của chủ nghĩa hậu hiện đại, Friedrich Nietzsche, người lập luận rằng Ý chí Quyền lực là Ý chí Làm đẹp.
Sau hậu quả của sự từ chối cái đẹp của chủ nghĩa hậu hiện đại, các nhà tư tưởng đã trở lại với cái đẹp như một giá trị quan trọng. Nhà triết học phân tích người Mỹ Guy Sircello đã đề xuất Lý thuyết mới về cái đẹp của ông như một nỗ lực để khẳng định lại vị thế của cái đẹp như một khái niệm triết học quan trọng. Elaine Scarry cũng cho rằng vẻ đẹp có liên quan đến công lý. Vẻ đẹp là một dạng niềm vui. Các nhà tâm lý học và nhà thần kinh học trong lĩnh vực thẩm mỹ thực nghiệm và thần kinh học đã nghiên cứu về điều này. Các nghiên cứu cho thấy rằng những người nhìn thấy những thứ đẹp thường cảm thấy vui vẻ và thư giãn hơn.

### Triết học Trung Hoa
Triết học Trung Hoa truyền thống quan niệm rằng cái đẹp và cái thiện là một và không coi triết học thẩm mỹ là một ngành học riêng biệt. Theo quan niệm của Khổng Tử vẻ đẹp không chỉ nằm ở ngoại hình mà còn ở phẩm chất, nhân cách của con người. Tăng Tử, học trò của Khổng Tử, cũng có chung quan điểm này. Mạnh Tử thì cho rằng "sự chân thành hoàn toàn" là vẻ đẹp. Chu Hi cũng đồng quan điểm với Mạnh Tử.

## Vẻ đẹp con người

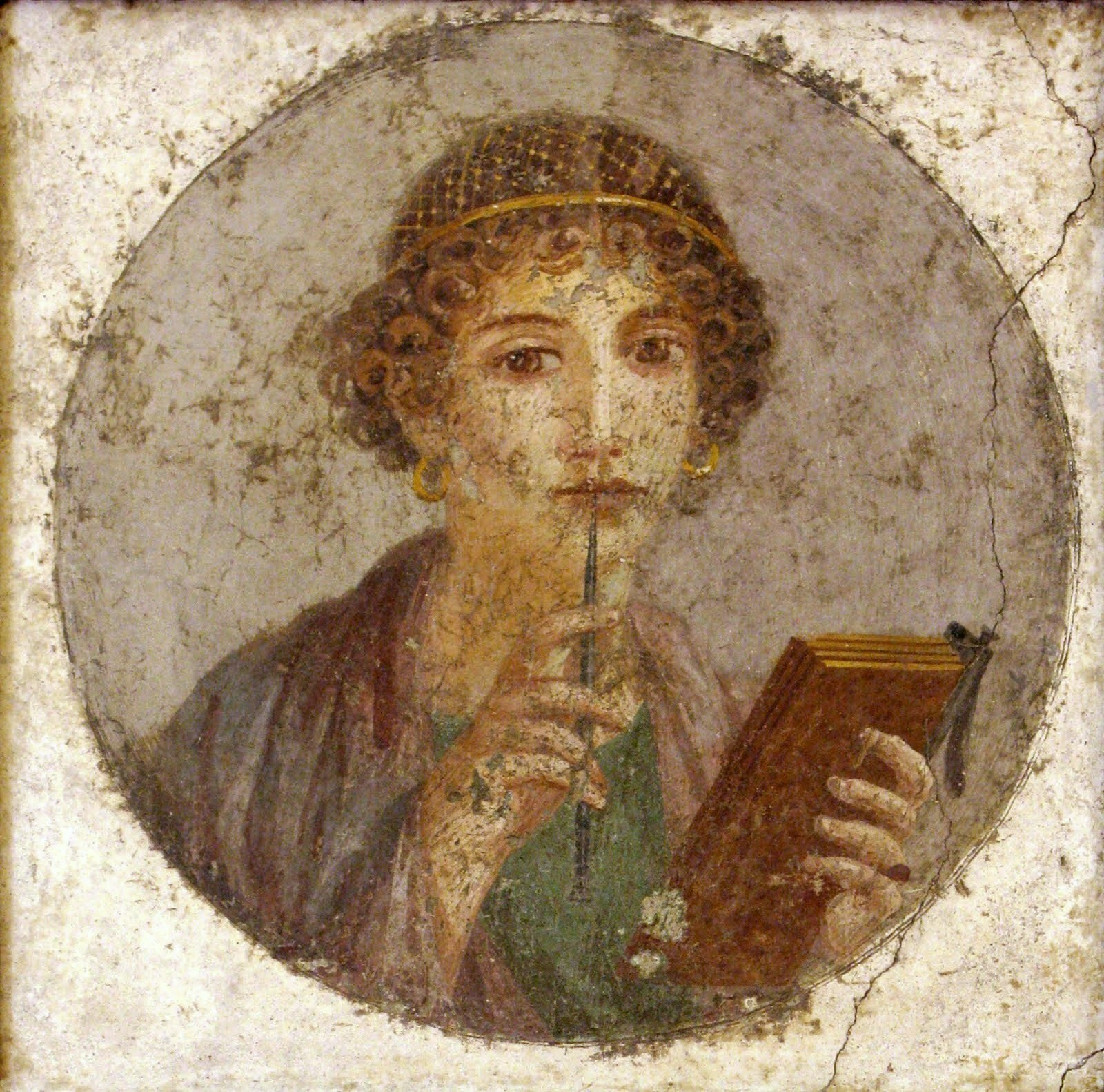
Fresco của một phụ nữ La Mã từ Pompeii, c. 50 sau công nguyên

Đặc tính của một người là người đẹp, dù trên cơ sở cá nhân hay theo sự đồng thuận của cộng đồng, thường dựa trên sự kết hợp của vẻ đẹp bên trong, bao gồm các yếu tố tâm lý như tính cách, trí thông minh, ân sủng, lịch sự, lôi cuốn, liêm chính, phù hợp và sang trọng và vẻ đẹp bên ngoài (tức là sự hấp dẫn về thể chất) bao gồm các thuộc tính vật lý được định giá trên cơ sở thẩm mỹ.
Tiêu chuẩn của cái đẹp đã thay đổi theo thời gian, dựa trên sự thay đổi các giá trị văn hóa. Trong lịch sử, các bức tranh cho thấy một loạt các tiêu chuẩn khác nhau cho vẻ đẹp. Tuy nhiên, những người tương đối trẻ, có làn da mịn màng, thân hình cân đối và các đặc điểm thường xuyên, theo truyền thống được coi là đẹp nhất trong suốt lịch sử.
Một chỉ số mạnh mẽ của vẻ đẹp hình thể là "tính trung bình ". Khi hình ảnh của khuôn mặt người được tính trung bình với nhau để tạo thành một hình ảnh tổng hợp, chúng sẽ dần dần trở nên gần gũi hơn với hình ảnh "lý tưởng" và được coi là hấp dẫn hơn. Điều này lần đầu tiên được chú ý vào năm 1883, khi Francis Galton phủ lên hình ảnh tổng hợp hình ảnh của khuôn mặt của những người ăn chay và tội phạm để xem liệu có một khuôn mặt điển hình cho mỗi người. Khi làm điều này, anh nhận thấy rằng các hình ảnh tổng hợp hấp dẫn hơn so với bất kỳ hình ảnh riêng lẻ nào. Các nhà nghiên cứu đã sao chép kết quả trong các điều kiện được kiểm soát nhiều hơn và thấy rằng trung bình toán học do máy tính tạo ra của một loạt các khuôn mặt được đánh giá thuận lợi hơn so với các khuôn mặt riêng lẻ. Có ý kiến cho rằng, về mặt tiến hóa, các sinh vật tình dục bị thu hút bởi những người bạn sở hữu những đặc điểm chủ yếu là phổ biến hoặc trung bình, bởi vì nó cho thấy sự vắng mặt của các khiếm khuyết di truyền hoặc mắc phải. Cũng có bằng chứng cho thấy sở thích về khuôn mặt đẹp xuất hiện sớm ở tuổi ấu thơ và có lẽ là do bẩm sinh, và rằng các quy tắc mà sự hấp dẫn được thiết lập là tương tự nhau giữa các giới tính khác nhau và các nền văn hóa.

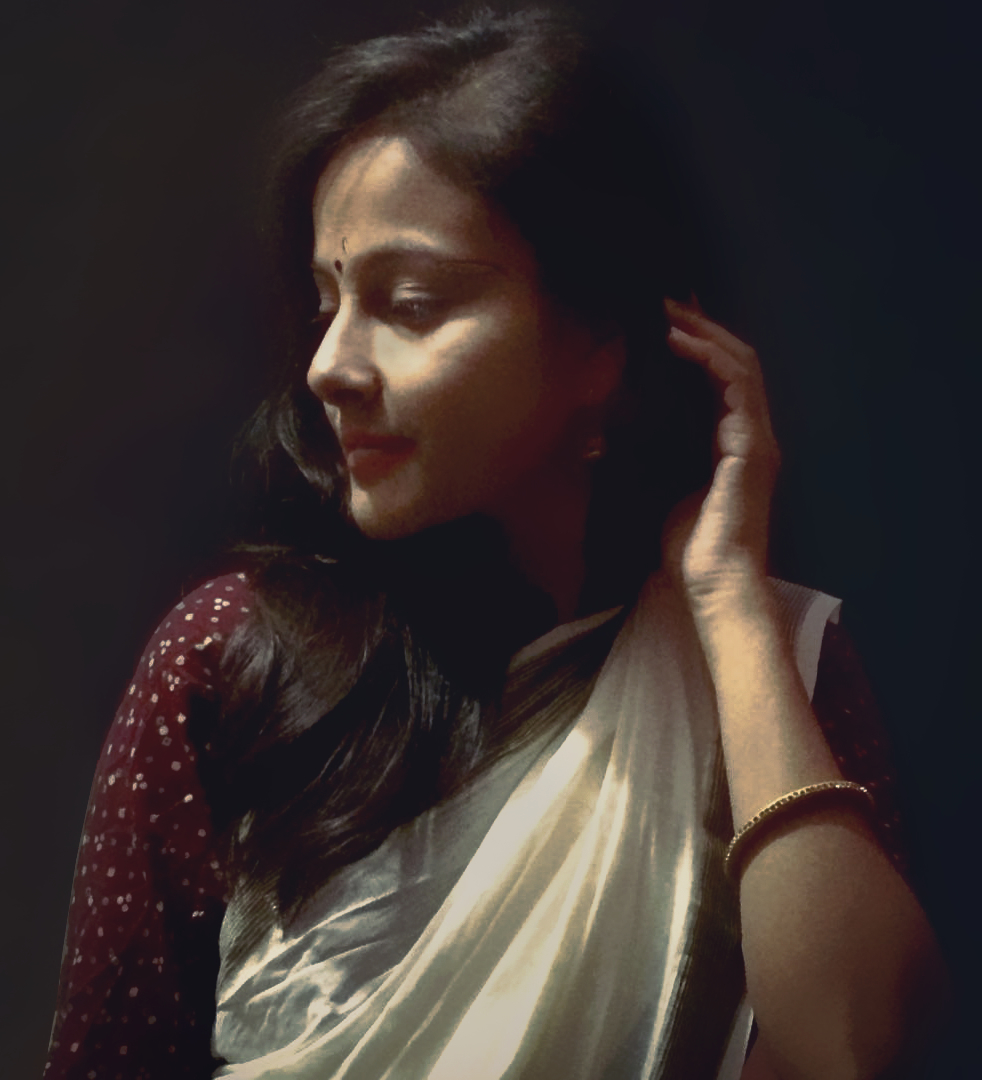
Một cô gái Ấn Độ trong trang phục truyền thống

Một đặc điểm của phụ nữ xinh đẹp đã được các nhà nghiên cứu khám phá là tỷ lệ vòng eo so với mông khoảng 0,70. Các nhà sinh lý học đã chỉ ra rằng những phụ nữ có thân hình đồng hồ cát có khả năng sinh sản cao hơn những phụ nữ khác do nồng độ hormone nữ nhất định cao hơn, một thực tế có thể khiến nam giới chọn bạn tình trong tiềm thức. Tuy nhiên, các nhà bình luận khác đã cho rằng ưu tiên này có thể không phổ biến. Ví dụ, trong một số nền văn hóa ngoài phương Tây, trong đó phụ nữ phải làm việc như tìm thức ăn, đàn ông có xu hướng có sở thích về tỷ lệ eo-hông cao hơn.
Tiêu chuẩn sắc đẹp bắt nguồn từ các chuẩn mực văn hóa được tạo ra bởi các xã hội và phương tiện truyền thông qua nhiều thế kỷ. Trên toàn cầu, người ta lập luận rằng ưu thế của phụ nữ da trắng đặc trưng trong phim ảnh và dẫn quảng cáo tới một khái niệm về vẻ đẹp kiểu châu Âu, khiến các nền văn hóa đó tạo ra mặc cảm cho phụ nữ da màu. Do đó, các xã hội và văn hóa trên toàn cầu đấu tranh để làm giảm sự phân biệt chủng tộc đã được nội bộ hóa từ lâu. Phong trào Màu đen là đẹp là phong trào văn hóa đẹp tìm cách xua tan quan niệm này trong những năm 1960.
Tiếp xúc với lý tưởng mỏng manh trên các phương tiện thông tin đại chúng, chẳng hạn như tạp chí thời trang, liên quan trực tiếp đến sự bất mãn của cơ thể, lòng tự trọng thấp và sự phát triển của chứng rối loạn ăn uống ở những độc giả nữ. Hơn nữa, khoảng cách ngày càng lớn giữa kích thước cơ thể cá nhân và lý tưởng xã hội tiếp tục gây lo lắng cho các cô gái trẻ khi họ lớn lên, làm nổi bật bản chất nguy hiểm của tiêu chuẩn sắc đẹp trong xã hội.
Khái niệm về cái đẹp ở đàn ông được gọi là ' bishōnen ' ở Nhật Bản. Bishōnen đề cập đến những người đàn ông với các đặc điểm nữ tính rõ rệt, các đặc điểm thể chất thiết lập tiêu chuẩn về cái đẹp ở Nhật Bản và thường được thể hiện trong các thần tượng văn hóa nhạc pop của họ. Một ngành công nghiệp trị giá hàng tỷ đô la của các Thẩm mỹ viện Nhật Bản tồn tại vì lý do này. Tuy nhiên, các quốc gia khác nhau có lý tưởng làm đẹp nam khác nhau; Tiêu chuẩn châu Âu cho nam giới bao gồm chiều cao, độ nạc và cơ bắp; do đó, các tính năng này được thần tượng hóa thông qua các phương tiện truyền thông Mỹ, như trong các bộ phim và bìa tạp chí Hollywood.

### Vẻ đẹp kiểu châu Âu
Khái niệm vẻ đẹp châu Âu thịnh hành có những ảnh hưởng khác nhau đối với các nền văn hóa khác nhau. Chủ yếu, việc tuân thủ tiêu chuẩn này của phụ nữ Mỹ gốc Phi đã tạo ra sự thiếu thống nhất tích cực về vẻ đẹp châu Phi, và triết gia Cornel West giải thích rằng, "nhiều sự hận thù và tự khinh bỉ màu da đen đã dẫn đến sự chối bỏ của nhiều người Mỹ da đen, khiến họ không yêu cơ thể màu đen của riêng họ - đặc biệt là mũi, hông, môi và tóc đen của họ. "  Những bất an này có thể bắt nguồn từ lý tưởng hóa toàn cầu của phụ nữ có làn da sáng, mắt xanh hoặc xanh lam và mái tóc dài hoặc lượn sóng trên các tạp chí và phương tiện truyền thông trái ngược hoàn toàn với các đặc điểm tự nhiên của phụ nữ châu Phi.
Trong các nền văn hóa Đông Á, áp lực gia đình và các chuẩn mực văn hóa hình thành nên lý tưởng làm đẹp; Nghiên cứu thực nghiệm của giáo sư và học giả Stephanie Wong đã kết luận rằng hy vọng rằng đàn ông trong văn hóa châu Á không thích phụ nữ có vẻ ngoài mỏng manh, ảnh hưởng đến lối sống, ăn uống và lựa chọn ngoại hình của phụ nữ Mỹ gốc Á. Ngoài ánh mắt của đàn ông, các phương tiện truyền thông miêu tả phụ nữ châu Á là nhỏ nhắn và chân dung của phụ nữ xinh đẹp trên truyền thông Mỹ là sự mặc cảm và dáng người mảnh khảnh gây ra sự lo lắng và các triệu chứng trầm cảm ở phụ nữ Mỹ gốc Á không phù hợp với những lý tưởng làm đẹp này. Hơn nữa, địa vị cao liên quan đến làn da trắng hơn có thể được quy cho lịch sử xã hội châu Á; Những người thuộc tầng lớp thượng lưu thuê công nhân làm việc ngoài trời, lao động chân tay, nuôi dưỡng sự phân chia thị giác theo thời gian giữa những gia đình mặc cảm, giàu có hơn và những người lao động tối tăm, rám nắng hơn. Điều này cùng với những lý tưởng đẹp mải tập trung vào nhúng trong văn hóa châu Á đã làm sáng da kem, nâng mũi, và phẫu thuật tạo hình (một phẫu thuật mí để giúp cho người châu Á có nhiều hơn châu Âu một "mí mắt") phổ biến ở phụ nữ châu Á, chỉ rõ sự bất an khi so sánh bản thân với tiêu chuẩn sắc đẹp văn hóa.

### Tư tưởng phương Tây

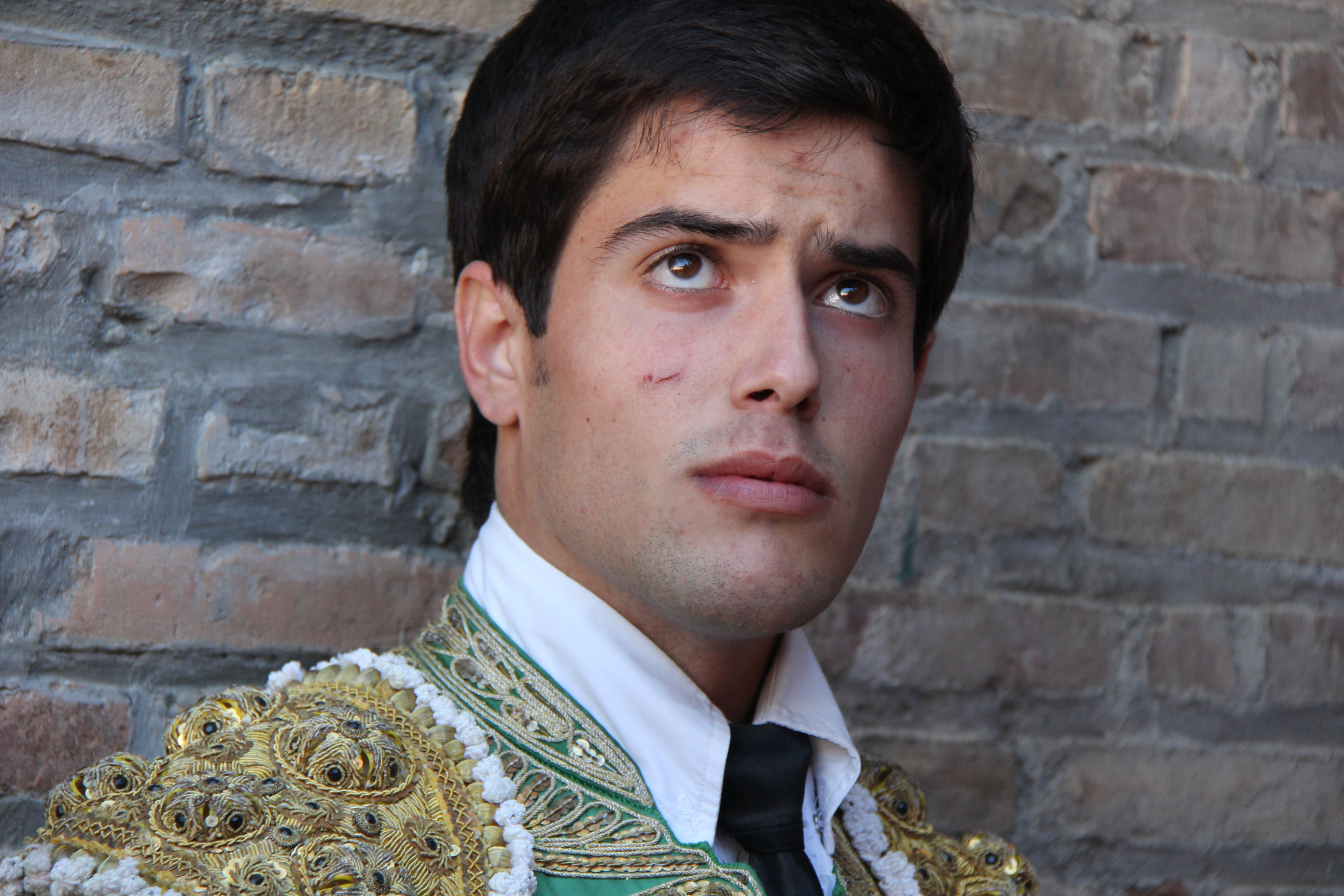
Vẻ điển trai của một đấu sĩ bò tót

Nhiều lời chỉ trích đã nhắm vào các người mẫu làm đẹp chỉ phụ thuộc vào lý tưởng làm đẹp của phương Tây như đã thấy trong nhượng quyền của người mẫu Barbie. Những lời chỉ trích về Barbie thường tập trung vào những lo ngại rằng trẻ em coi Barbie là hình mẫu của sắc đẹp và sẽ cố gắng thi đua với cô. Một trong những lời chỉ trích phổ biến nhất về Barbie là cô ấy thúc đẩy một ý tưởng phi thực tế về hình ảnh cơ thể cho một phụ nữ trẻ, dẫn đến nguy cơ các cô gái cố gắng mô phỏng cô ấy sẽ trở nên chán ăn.
Những lời chỉ trích này đã dẫn đến một cuộc đối thoại mang tính xây dựng để tăng cường sự hiện diện của các mô hình không độc quyền của lý tưởng phương Tây về thể hình và vẻ đẹp. Khiếu nại cũng chỉ ra sự thiếu đa dạng trong các nhượng quyền thương mại như mô hình Barbie về vẻ đẹp trong văn hóa phương Tây. Mattel đã trả lời những lời chỉ trích này. Bắt đầu từ năm 1980, nó đã sản xuất búp bê Tây Ban Nha, và sau đó đến các mô hình từ khắp nơi trên thế giới. Ví dụ, vào năm 2007, nó đã giới thiệu "Cinco de Mayo Barbie" mặc một chiếc váy xù màu đỏ, trắng và xanh lá cây (vang lên lá cờ Mexico). Tạp chí Tây Ban Nha báo cáo rằng:
[O]ne of the most dramatic developments in Barbie's history came when she embraced multi-culturalism and was released in a wide variety of native costumes, hair colors and skin tones to more closely resemble the girls who idolized her. Among these were Cinco De Mayo Barbie, Spanish Barbie, Peruvian Barbie, Mexican Barbie and Puerto Rican Barbie. She also has had close Hispanic friends, such as Teresa.

### Khái niệm về vẻ đẹp ở Châu Á
Trong văn hóa châu Á, áp lực gia đình và chuẩn mực văn hóa định hình các lý tưởng về vẻ đẹp. Nghiên cứu năm 2017 cho thấy sự lý tưởng hóa văn hóa châu Á đối với những cô gái "mong manh" đang tác động đến lối sống, ăn uống và lựa chọn ngoại hình của phụ nữ Mỹ gốc Á. Phụ nữ Đông Á ở Mỹ ngày càng có xu hướng thân hình mảnh mai, theo chuẩn đẹp của phương Tây. Điều này là do sự giao thoa văn hóa giữa hai nền văn hóa phương Đông và phương Tây. Nam giới Đông Á ở Mỹ thường cảm thấy cơ thể mình không đủ to, vạm vỡ như chuẩn đẹp của phương Tây. Điều này khiến họ không hài lòng về ngoại hình của mình.

## Ảnh hưởng đến xã hội
Các nhà nghiên cứu đã phát hiện ra rằng những sinh viên đẹp trai xinh gái đạt điểm cao hơn những sinh viên có ngoại hình bình thường. Một số nghiên cứu sử dụng các thử nghiệm hình sự giả đã chỉ ra rằng các "bị cáo" hấp dẫn về thể chất ít có khả năng bị kết án và nếu bị kết án có khả năng nhận các bản án nhẹ hơn so với những người kém hấp dẫn hơn (mặc dù có thể thấy hiệu quả ngược lại khi tội phạm bị cáo buộc lừa đảo, có lẽ bởi vì các bồi thẩm nhận thấy sự hấp dẫn của bị cáo là tạo điều kiện cho tội phạm). Các nghiên cứu ở thanh thiếu niên và thanh niên, chẳng hạn như bác sĩ tâm thần và tác giả tự giúp đỡ Eva Ritvo cho thấy tình trạng da có ảnh hưởng sâu sắc đến hành vi và cơ hội xã hội.
Số tiền một người kiếm được cũng có thể bị ảnh hưởng bởi vẻ đẹp hình thể. Một nghiên cứu cho thấy những người có sức hấp dẫn thấp về thể chất kiếm được ít hơn 5 đến 10% so với những người có vẻ ngoài bình thường, những người này kiếm được ít hơn 3 đến 8% so với những người được coi là đẹp trai hay xinh gái. Trong thị trường cho vay, những người kém hấp dẫn nhất ít có khả năng nhận được sự chấp thuận, mặc dù họ ít có khả năng vỡ nợ. Trong thị trường hôn nhân, ngoại hình của phụ nữ ở mức cao, nhưng ngoại hình của nam giới không quan trọng lắm.
Ngược lại, việc có ngoại hình rất kém hấp dẫn làm tăng xu hướng hoạt động tội phạm của một cá nhân đối với một số tội phạm từ trộm cắp đến trộm cắp đến bán ma túy bất hợp pháp.
Phân biệt đối xử với người khác dựa trên ngoại hình của họ được gọi là chủ nghĩa ngoại hình.